# Église Saint-Rigomer de Colombiers
L'église de Colombiers est un édifice du XIe siècle, comptant initialement une simple nef, agrandie au cours des XVIe et XVIIe siècles.
Saint Rigomer est le patron de la paroisse, ermite et prédicateur du Saosnois au VIe siècle.

## Histoire
L'existence de la paroisse est confirmée au moins depuis le XIIe siècle, par le vidimus d'une charte adressée aux religieux de l'abbaye de Perseigne par Lisiard, évêque de Séez de 1190 à 1221, pour la possession de la dîme de Colombiers.
Les bombardements d'août 1944 ont ébranlé sérieusement l'édifice, rendant nécessaire la pose de deux tirants métalliques au pignon du maître-autel et la réfection du mur sud écroulé.
En 1991 des travaux importants ont été effectués sur la toiture et le clocher ainsi que les enduits extérieurs, laissant alors apparaître les petites fenêtres romanes du XIe siècle, obturées à partir du XVIIe pour être remplacées par des baies trifoliées.
Sont classés ou inscrits à l'inventaire supplémentaire :
- Maître-autel et autels latéraux des XVIIIe et XVIIe siècles.
- Statues : Vierge à l'oiseau (XIVe), saint Éloi (XVe), saint Sébastien et saint Rigomer (XVIIe).
- Fragment de retable du XVe en bois peint.
- Bannière de procession représentant la Donation du Rosaire